# 마루야마시타역
마루야마시타역(일본어: 丸山下駅, まるやましたえき)은 일본 군마현 기류시에 있는 조모 전기 철도 조모 전기 철도 조모 선의 역이다.
역명은 마루 산의 근처에 있는 것에서 유래한다.

## 역 구조
단선 승강장 1면 1선의 지상역으로 무인역이다.

## 역 주변
- 마루 산
- 와타라세 강
- 아카 교

## 역사
- 1928년 11월 10일: 영업 개시.

## 인접역
| ■ 조모 전기 철도 조모 선       | ■ 조모 전기 철도 조모 선 | ■ 조모 전기 철도 조모 선 |
| ------------------------------ | ------------------------ | ------------------------ |
| 후지야마시타 주오마에바시 방면 |                          | 니시키류 니시키류 방면   |